# Championnats de France jeunes de badminton
 (août 2019).
Si vous disposez d'ouvrages ou d'articles de référence ou si vous connaissez des sites web de qualité traitant du thème abordé ici, merci de compléter l'article en donnant les références utiles à sa vérifiabilité et en les liant à la section « Notes et références ».
Le Championnat de France jeunes de badminton est un tournoi organisé par la Fédération française de badminton ayant lieu chaque année depuis 1979 pour couronner les meilleurs jeunes joueurs de badminton en France. La compétition est divisée en quatre différentes catégories d'âges : benjamin (depuis 1993), minime (depuis 1984), cadet (depuis 1981) et junior (depuis 1979). En 2020 la compétition n'a pas eu lieu en raison de la pandémie de Covid19.

## Championnat de France Jeunes

### Benjamins (U13)
| Année | Lieu                 | Simple dames        | Simple hommes      | Double dames                           | Double hommes                             | Double mixte                        |
| ----- | -------------------- | ------------------- | ------------------ | -------------------------------------- | ----------------------------------------- | ----------------------------------- |
| 1993  | ...                  | Coralie Brun        | Vincent Florentin  | Non disputé                            | Non disputé                               | Non disputé                         |
| 1994  | Wambrechies          | Sabrina Argentin    | Antoine Duclos     | Non disputé                            | Non disputé                               | Non disputé                         |
| 1995  | ...                  | Cindy Avelino       | Julien Tchoryk     | Non disputé                            | Non disputé                               | Non disputé                         |
| 1996  | ...                  | Florine Leroy       | Erwin Kehlhoffner  | Non disputé                            | Non disputé                               | Non disputé                         |
| 1997  | ...                  | Florine Leroy       | Anthony Nelson     | Florine Leroy Constance Del'Hamaide    | Yannick Poloce Noble-Phadonh Satheuanthep | Non disputé                         |
| 1998  | ...                  | Aïssé Soukouna      | Damien Brunel      | Camille Ridet Marjorie Boigeol         | Damien Brunel Bruno Cazau                 | Non disputé                         |
| 1999  | ...                  | Julie Delaune       | Mathias Quéré      | Julie Delaune Maud Nourisson           | Mathieu Capdeville Olivier Claraz         | Non disputé                         |
| 2000  | ...                  | Barbara Matias      | Laurent Meyer      | Barbara Matias Marion Dutertre         | Laurent Meyer Maxime Renault              | Barbara Matias Laurent Constantin   |
| 2001  | ...                  | Gaëlle Bourlart     | Maxime Renault     | Marion Tchoryk Pauline Privat          | Laurent Constantin Jean-Brice Montagnon   | Ludmila Troitzky Elias Bourahla     |
| 2002  | Orléans              | Charlotte Coudrais  | Arnaud Genin       | Charlotte Coudrais Alexia Lo Ying Ping | Yoann Turlan Erwan Bellesoeur             | Charlotte Coudrais Yoann Turlan     |
| 2003  | ...                  | Flora Sabigno       | Maxime Michel      | Alexia Lo Ying Ping Fanny Buisson      | Maxime Michel Alexandre Françoise         | Perrine Gilles Alexandre Françoise  |
| 2004  | La Bassée            | Audrey Chaillou     | Romain Eudeline    | Audrey Chaillou Andréa Vanderstukken   | Rémi Engler Marin Baumann                 | Andréa Vanderstukken Quentin Ramond |
| 2005  | La Bassée            | Angélique Guilloux  | Marin Baumann      | Angélique Guilloux Noémie Barre        | Marin Baumann Rémi Engler                 | Claire Shurter Marin Baumann        |
| 2006  | Grenoble             | Léa Palermo         | Lucas Corvée       | Fanny Arnou Laura Tyberghein           | William Goudallier Danny Lu               | Cindy Guérin Joris Grosjean         |
| 2007  | Mont-de-Marsan       | Laura Tyberghein    | Julien Maïo        | Laura Tyberghein Laurane Rosello       | Julien Maïo Jordan Corvée                 | Laura Tyberghein Julien Maïo        |
| 2008  | Lyon                 | Delphine Lansac     | Vanmaël Hériau     | Delphine Lansac Héloïse Le Moulec      | Vanmaël Hériau Xavier Juniet              | Delphine Lansac Jordan Corvée       |
| 2009  | Villebon-sur-Yvette  | Anne Tran           | Tanguy Citron      | Justine Gewe Marie Scarpellini         | Tanguy Citron Thomas Vallez               | Verlaine Faulmann Thomas Vallez     |
| 2010  | Brest                | Verlaine Faulmann   | Vincent Medina     | Verlaine Faulmann Alice Arnou          | Lucas Bezou Nathan Gaultier               | Verlaine Faulmann Vincent Medina    |
| 2011  | Valence              | Lole Courtois       | Toma Junior Popov  | Lole Courtois Delphine Delrue          | Baptiste Azaïs-Davy Marc Laporte          | Lole Courtois Toma Junior Popov     |
| 2012  | Schiltigheim         | Vimala Hériau       | Cédric Heidinger   | Vimala Heriau Mélanie Potin            | Cédric Heidinger Éloi Adam                | Vimala Heriau Éloi Adam             |
| 2013  | Mouilleron-le-Captif | Juliette Moinard    | Arnaud Merkle      | Marig Brouxel Marion Le Turdu          | Arnaud Merkle Dimitri Jacquart            | Marion Le Turdu Arnaud Merkle       |
| 2014  | Cannes               | Juliette Moinard    | Christo Popov      | Juliette Moinard Aïnoa Desmons         | Christo Popov Lalaina Ramanana-Rahary     | Juliette Moinard Christo Popov      |
| 2015  | Boulazac             | Émilie Vercelot     | Christo Popov      | Émilie Vercelot Auriane Mathieu        | Nicolas Moine Valentin Motte              | Emilie Vercelot Christo Popov       |
| 2016  | Aire-sur-la-Lys      | Kelly Banchonpanith | Alex Lanier        | Nadège Duron Noémie Poulbot            | Simon Baron-Vezilier Alex Lanier          | Noémie Poulbot Alex Lanier          |
| 2017  | Dreux                | Marie Cesari        | Arthur Wakhevitsch | Alicia Huynh Alison Lo                 | Mattéo Justel Baptiste Labarthe           | Herveline Crespel Baptiste Labarthe |
| 2018  | Mulhouse             | Clémence Gaudreau   | Rémy Taing         | Clémence Gaudreau Camille Pognante     | Rémy Taing Dinesh Carnot                  | Hugoline Canfarotta Rémy Taing      |
| 2019  | Les Ponts-de-Cé      | Eulalie Serre       | Timéo Lacour       | Eulalie Serre Adèle Fillonneau         | Timeo Bourgin Thibault Gardon             | Flora Mias Rémy Taing               |
| 2021  | Mulhouse             | Mélia Beule         | Mady Sow           | Mélia Beule Wendy Le Cam               | Maikel Popov Arush Ravikumar              | Mathilde Pinna Mady Sow             |

### Minimes (U15)
| Année | Lieu                 | Simple dames           | Simple hommes         | Double dames                           | Double hommes                         | Double mixte                           |
| ----- | -------------------- | ---------------------- | --------------------- | -------------------------------------- | ------------------------------------- | -------------------------------------- |
| 1984  | ...                  | Laurence Lucie         | Christophe Nyssen     | Non disputé                            | Non disputé                           | Non disputé                            |
| 1985  | ...                  | Virginie Delvingt      | Franck Viard          | Non disputé                            | Non disputé                           | Non disputé                            |
| 1986  | ...                  | Christelle Mol         | Manuel Dubrulle       | Non disputé                            | Non disputé                           | Non disputé                            |
| 1987  | ...                  | Sophie Boureau         | Denis Gahinet         | Non disputé                            | Non disputé                           | Non disputé                            |
| 1988  | ...                  | Jania Gloriod          | Gérard Martin         | Valérie Godart Laetitia Soudais        | Cyrille Lattelais Fabien Druart       | Non disputé                            |
| 1989  | ...                  | Isabelle Rasoavololona | Xavier Fifils         | Tatiana Vattier Marion Dervaux         | Sydney Lengagne Jeff Jouhanet         | Non disputé                            |
| 1990  | ...                  | Isabelle Rasoavololona | Saïd Diabi            | Tatiana Vattier Isabelle Rasoavololona | Boudjeman Laout Babé Bakouboula       | Non disputé                            |
| 1991  | ...                  | Tatiana Vattier        | Lionel Serre          | Tatiana Vattier Isabelle Rasoavololona | Jean Le Roux Jeff Newsome             | Isabelle Rasoavololona Patrick Lescure |
| 1992  | ...                  | Élise Reimeringer      | Nabil Lasmari         | Delphine Viseur Armelle Casseur        | Fabien Jacob Tony Girl                | Delphine Viseur Xavier Engrand         |
| 1993  | ...                  | Caroline Hedouin       | Xavier Engrand        | Barbara Matias Marion Dutertre         | Laurent Meyer Maxime Renault          | Barbara Matias Laurent Constantin      |
| 1994  | ...                  | Virginie Luty          | Jean-Michel Lefort    | Virginie Luty Séverine Gottrand        | Jean-Michel Lefort Sébastien Cruz     | Virginie Luty Jean-Michel Lefort       |
| 1995  | ...                  | Coralie Brun           | Vincent Florentin     | Coralie Brun Ludivine Fournier         | Vincent Florentin Julien Neri         | Coralie Brun Vincent Florentin         |
| 1996  | ...                  | Audrey Petit           | Antoine Duclos        | Audrey Petit Meilan Liem               | Julien Tchoryk Guillaume Rouzière     | Audrey Petit Antoine Duclos            |
| 1997  | ...                  | Aurélie Lelong         | Karim Rezig           | Cindy Avelino Catherine Hélitas        | Karim Rezig Julien Tchoryk            | Cindy Avelino Julien Tchoryk           |
| 1998  | ...                  | Florine Leroy          | Karim Rezig           | Claire Bergeret Catherine Hélitas      | Erwin Kehlhoffner Thomas Quéré        | Catherine Hélitas Karim Rezig          |
| 1999  | ...                  | Stéphanie Villedieu    | Fabien Girou          | Aïssé Soukouna Florine Leroy           | Benjamin Croc Fabien Girou            | Florine Leroy Baptiste Carême          |
| 2000  | ...                  | Aïssé Soukouna         | Bruno Cazau           | Tiphaine Poulain Julie Delaune         | Baptiste Carême Téophile Pelayo       | Aïssé Soukouna Baptiste Carême         |
| 2001  | ...                  | Julie Delaune          | Matthieu Lo Ying Ping | Julie Delaune Marjorie Boigeol         | Mathieu Capdeville Mathias Quéré      | Maud Nourrisson Mathias Quéré          |
| 2002  | Orléans              | Barbara Matias         | Maxime Renault        | Gaëlle Bourlart Gaëlle Eudeline        | Antoine Lacouturière Sébastien Emery  | Barbara Matias Romain Bartolo          |
| 2003  | ...                  | Gaëlle Eudeline        | Maxime Renault        | Gaëlle Bourlart Gaëlle Eudeline        | Cédric Villedieu Maxime Renault       | Charlotte Coudrais Maxime Renault      |
| 2004  | ...                  | Flora Sabigno          | Maxime Michel         | Flora Sabigno Clémentine Barre         | Émilien Bertin Sylvain Ternon         | Clémentine Barre Corentin Didier       |
| 2005  | La Bassée            | Flora Sabigno          | Alexandre Françoise   | Flora Sabigno Alexia Lo Ying Ping      | Alexandre Françoise Maxime Michel     | Fanny Buisson Alexandre Françoise      |
| 2006  | Grenoble             | Marie Mounoury         | Florian Gauthier      | Marion Luttmann Andréa Vanderstukken   | Florian Gauthier Damien Socchi        | Andréa Vanderstukken Damien Socchi     |
| 2007  | Mont-de-Marsan       | Angélique Guilloux     | Lucas Claerbout       | Audrey Fontaine Angélique Guilloux     | Marin Baumann Rémi Engler             | Audrey Fontaine Marin Baumann          |
| 2008  | Lyon                 | Léa Palermo            | Danny Lu              | Léa Palermo Laura Tyberghein           | William Goudallier Danny Lu           | Léa Palermo Joris Grosjean             |
| 2009  | Villebon-sur-Yvette  | Laura Tyberghein       | Julien Maïo           | Héloïse Le Moulec Laura Tyberghein     | Antoine Lodiot Julien Maïo            | Laureen Marchand Quentin Vincent       |
| 2010  | Brest                | Delphine Lansac        | Vanmaël Heriau        | Delphine Lansac Stacey Guerin          | Colin Debard Vanmaël Heriau           | Phuc Loi Trinh Loïc Mittelheisser      |
| 2011  | Valence              | Anne Tran              | Tanguy Citron         | Anne Tran Pernelle Oliva               | Tanguy Citron Thomas Vallez           | Anne Tran Thomas Vallez                |
| 2012  | Schiltigheim         | Verlaine Faulmann      | Vincent Medina        | Lole Courtois Delphine Delrue          | Yannick Dijoux Grégor Dunikowski      | Johanna Chaube Vincent Medina          |
| 2013  | Mouilleron-le-Captif | Lole Courtois          | Toma Junior Popov     | Lole Courtois Delphine Delrue          | Baptiste Azais Davy Toma Junior Popov | Lole Courtois Toma Junior Popov        |
| 2014  | Cannes               | Margot Lambert         | Thom Gicquel          | Méline Métaireau Marine Hadjal         | Thom Gicquel Léo Rossi                | Méline Métaireau Thom Gicquel          |
| 2015  | Boulazac             | Juliette Moinard       | Arnaud Merkle         | Marig Brouxel Marion Le Turdu          | Fabien Delrue Maxime Briot            | Marion Le Turdu Arnaud Merkle          |
| 2016  | Aire-sur-la-Lys      | Émilie Vercelot        | Christo Popov         | Cassandre Lesne Flavie Vallet          | Christo Popov Valentin Mottet         | Émilie Vercelot Christo Popov          |
| 2017  | Dreux                | Laeticia Jaffrennou    | Sacha Lévèque         | Laeticia Jaffrennou Alison Drouard     | Sacha Lévèque Lucas Renoir            | Tanina Mammeri Grégoire Deschamp       |
| 2018  | Mulhouse             | Floriane Nurit         | Alex Lanier           | Emilie Drouin Nadège Duron             | Alex Lanier Lucas Renoir              | Téa Margueritte Lucas Renoir           |
| 2019  | Les Ponts-de-Cé      | Alicia Huynh           | Baptiste Labarthe     | Camille Pognante Clémence Gaudreau     | Baptiste Labarthe Mattéo Justel       | Herveline Crespel Baptiste Labarthe    |
| 2021  | Mulhouse             | Eulalie Serre          | Rémy Taing            | Adèle Fillonneau Eulalie Serre         | Ewan Goulin Rémy Taing                | Agathe Cuevas Ewan Goulin              |

### Cadets (U17)
| Année | Lieu                 | Simple dames        | Simple hommes         | Double dames                           | Double hommes                         | Double mixte                            |
| ----- | -------------------- | ------------------- | --------------------- | -------------------------------------- | ------------------------------------- | --------------------------------------- |
| 1981  | ...                  | Corinne Sonnet      | André Lévêque         | Non disputé                            | Non disputé                           | Non disputé                             |
| 1982  | ...                  | Élodie Mansuy       | Valéry Mercier        | Non disputé                            | Non disputé                           | Non disputé                             |
| 1983  | ...                  | Élodie Mansuy       | Didier Plassan        | Non disputé                            | Non disputé                           | Non disputé                             |
| 1984  | ...                  | Rosita Rios         | Franck Panel          | Non disputé                            | Non disputé                           | Non disputé                             |
| 1985  | ...                  | Rosita Rios         | Nicolas Sene          | Non disputé                            | Non disputé                           | Non disputé                             |
| 1986  | ...                  | Corinne Chaboussie  | Pascal Pak            | Non disputé                            | Non disputé                           | Non disputé                             |
| 1987  | ...                  | Christelle Mol      | François Gallet       | Non disputé                            | Non disputé                           | Non disputé                             |
| 1988  | ...                  | Christelle Mol      | Manuel Dubrulle       | Christelle Mol Nadège Bonnet           | Manuel Dubrulle Fabien Lechalupe      | Christelle Mol Manuel Dubrulle          |
| 1989  | ...                  | Sandrine Lefevre    | Vincent Laigle        | Sandrine Lefevre Claire Decoupigny     | Pascal Robinson Vincent Laigle        | Sandrine Lefevre Pascal Robinson        |
| 1990  | ...                  | Laetitia Soudais    | Guillaume Verplaetse  | Claire Decoupigny Laetitia Soudais     | Bertrand Gallet Cyrille Lattelais     | Claire Decoupigny Gérard Martin         |
| 1991  | ...                  | Mélanie Hedouin     | Jeff Jouhanet         | Mélanie Hedouin Marion Dervaux         | Manuel Rodriguez Sydney Lengagne      | Isabelle Rasoavololona Manuel Rodriguez |
| 1992  | ...                  | Tatiana Vattier     | Christophe Batteur    | Tatiana Vattier Isabelle Rasoavololona | Christophe Batteur David Toupe        | Roxane Wiame Hervé Goulin               |
| 1993  | ...                  | Tatiana Vattier     | Christophe Batteur    | Élise Reimeringer Sophie Ragheboom     | Christophe Batteur David Toupe        | Sophie Ragheboom David Toupe            |
| 1994  | ...                  | Jennifer Levallet   | Fabien Jacob          | Armelle Cassen Delphine Viseur         | Fabien Jacob Tony Giol                | Delphine Viseur Tony Giol               |
| 1995  | ...                  | Lilas Lefort        | Xavier Engrand        | Virginie Luty Caroline Hedouin         | Julien Fuchs Olivier Fossy            | Hélène Legrand Xavier Engrand           |
| 1996  | ...                  | Virginie Luty       | Julien Fuchs          | Amélie Decelle Élodie Eymard           | Julien Fuchs Julien Neri              | Virginie Luty Julien Fuchs              |
| 1997  | ...                  | Ludivine Fournier   | Julien Neri           | Ludivine Fournier Valérie Faullimmel   | Vincent Florentin Maxence Gimer       | Ludivine Fournier Maxence Gimer         |
| 1998  | ...                  | Perrine Lebuhanic   | Antoine Duclos        | Cindy Avelino Aurélie Lelong           | Julien Tchoryk Sébastien Vincent      | Cindy Avelino Antoine Duclos            |
| 1999  | ...                  | Perrine Lebuhanic   | Julien Tchoryk        | Cindy Avelino Aurélie Lelong           | Karim Rezig Mathias Roussel           | Cindy Avelino Julien Tchoryk            |
| 2000  | ...                  | Stéphanie Villedieu | Erwin Kehlhoffner     | Stéphanie Villedieu Aurélie Breard     | Erwin Kehlhoffner Julien Tchoryk      | Laura Choinet Julien Tchoryk            |
| 2001  | ...                  | Laura Choinet       | Christophe Mauguen    | Stéphanie Villedieu Aurélie Breard     | Damien Henaff Fabien Girou            | Laura Choinet Christophe Mauguen        |
| 2002  | Orléans              | Aïssé Soukouna      | Matthieu Lo Ying Ping | Julie Delaune Tiphaine Poulain         | Baptiste Carême Téophile Pelayo       | Julie Delaune Mathias Quere             |
| 2003  | ...                  | Aurélie Constant    | Matthieu Lo Ying Ping | Julie Delaune Aurélie Lechelle         | Benoît Azzopard Olivier Claraz        | Julie Delaune Mathias Quéré             |
| 2004  | ...                  | Barbara Matias      | Maxime Renault        | Flora Sabigno Clémentine Barre         | Barbara Matias Émilie Lefel           | Barbara Matias Elias Bourahla           |
| 2005  | La Bassée            | Émilie Lefel        | Maxime Renault        | Marion Tchoryk Pauline Privat          | Elias Bourahla Laurent Constantin     | Charlotte Coudrais Elias Bourahla       |
| 2006  | Grenoble             | Flora Sabigno       | Maxime Michel         | Charlotte Coudrais Clémentine Barre    | Alexandre Françoise Maxime Michel     | Sandrine Callon Sylvain Grosjean        |
| 2007  | Mont-de-Marsan       | Audrey Chaillou     | Alexandre Françoise   | Marion Luttmann Andréa Vanderstukken   | Maxime Michel Sylvain Grosjean        | Sandrine Callon Sylvain Grosjean        |
| 2008  | Lyon                 | Audrey Chaillou     | Thomas Rouxel         | Marion Luttmann Andréa Vanderstukken   | Thomas Rouxel Florian Gauthier        | Andréa Vanderstukken Thomas Rouxel      |
| 2009  | Villebon-sur-Yvette  | Léa Palermo         | Lucas Claerbout       | Audrey Fontaine Angélique Guilloux     | Marin Baumann Rémi Engler             | Audrey Fontaine Marin Baumann           |
| 2010  | Brest                | Léa Palermo         | Lucas Corvée          | Léa Palermo Laura Tyberghein           | Lucas Corvée Joris Grosjean           | Léa Palermo Joris Grosjean              |
| 2011  | Valence              | Delphine Lansac     | Julien Maïo           | Delphine Lansac Stacey Guerin          | Antoine Lodiot Julien Maïo            | Marie Batomene Bastian Kersaudy         |
| 2012  | Schiltigheim         | Delphine Lansac     | Loïc Mittelheisser    | Delphine Lansac Stacey Guerin          | Loïc Mittelheisser Vanmaël Heriau     | Delphine Lansac Jordan Corvée           |
| 2013  | Mouilleron-le-Captif | Anne Tran           | Tanguy Citron         | Anne Tran Pernelle Oliva               | Tanguy Citron Thomas Vallez           | Anne Tran Thomas Vallez                 |
| 2014  | Cannes               | Verlaine Faulmann   | Toma Junior Popov     | Johanna Chaube Katia Normand           | Baptiste Azais Davy Toma Junior Popov | Delphine Delrue Marc Laporte            |
| 2015  | Boulazac             | Yaëlle Hoyaux       | Toma Junior Popov     | Lole Courtois Delphine Delrue          | Thomas Baures Marc Laporte            | Lole Courtois Toma Junior Popov         |
| 2016  | Aire-sur-la-Lys      | Marion Le Turdu     | Arnaud Merkle         | Marion Le Turdu Marig Brouxel          | Fabien Delrue Maxime Briot            | Marion Le Turdu Arnaud Merkle           |
| 2017  | Dreux                | Juliette Moinard    | Christo Popov         | Juliette Moinard Charlotte Ganci       | Christo Popov Kenji Lovang            | Juliette Moinard Christo Popov          |
| 2018  | Mulhouse             | Justine Coquio      | Christo Popov         | Carla Martinez Zoé Trigona             | Christo Popov Martin Ouazzen          | Cassandre Lesne Christo Popov           |
| 2019  | Les Ponts-de-Cé      | Anna Tatranova      | Sacha Lévèque         | Anna Tatranova Elma Begga              | Alex Lanier Lucas Renoir              | Laeticia Jaffrennou Nicolas Hoareau     |
| 2021  | Mulhouse             | Malya Hoareau       | Arthur Wakhevitsch    | Camille Pognante Malya Hoareau         | Matteo Justel Baptiste Labarthe       | Elsa Jacob Tom Lalot Trescarte          |

### Juniors (U19)
| Année | Lieu                 | Simple dames             | Simple hommes         | Double dames                         | Double hommes                        | Double mixte                           |
| ----- | -------------------- | ------------------------ | --------------------- | ------------------------------------ | ------------------------------------ | -------------------------------------- |
| 1979  | ...                  | Sabine Benamara          | Jean-Claude Attali    | Non disputé                          | Non disputé                          | Non disputé                            |
| 1980  | ...                  | Fabienne Chaboussie      | Patrick Choel         | Patricia Choel Brigitte Attali       | Jean-Paul Vallée Rémi Gregoire       | Patricia Choel Patrick Choel           |
| 1981  | ...                  | Patricia Choel           | Patrick Choel         | Patricia Choel Sylvie Robert         | Patrick Choel Christophe Jeanjean    | Patricia Choel Patrick Choel           |
| 1982  | ...                  | Nathalie Buchy           | Patrick Perrault      | Hélène Colombier Céline Sanchez      | Patrick Perrault Jean-Marc Dené      | Corinne Sonnet Arnaud Outreman         |
| 1983  | ...                  | Patricia Choel           | Emmanuel Deschamp     | Patricia Choel Nathalie Buchy        | Michel Schoenowski Thierry Codet     | Patricia Choel Valéry Mercier          |
| 1984  | ...                  | Élodie Mansuy            | Didier Plassan        | Élodie Mansuy Sylvie Chapon          | Valéry Mercier Alexandre Cloux       | Élodie Mansuy Didier Plassan           |
| 1985  | ...                  | Rosita Rios              | Stéphane Renault      | Rosita Rios Élodie Mansuy            | Stéphane Renault Franck Panel        | Rosita Rios Stéphane Vollenweider      |
| 1986  | ...                  | Élodie Mansuy            | Didier Plassan        | Nathalie Joubert Rosita Rios         | Stéphane Renault Franck Panel        | Rosita Rios Stéphane Vollenweider      |
| 1987  | ...                  | Rosita Rios              | Nicolas Sene          | Nathalie Joubert Emmanuelle Vallet   | Pascal Pak Cédric Magne              | Rosita Rios Nicolas Sens               |
| 1988  | ...                  | Virginie Delvingt        | Pascal Pak            | Virginie Delvingt Sandra Dimbour     | François Gallet Pascal Pak           | Anne-Claude Muratet François Gallet    |
| 1989  | ...                  | Christelle Mol           | François Gallet       | Christelle Mol Virginie Delvingt     | François Gallet David Cocagne        | Virginie Delvingt François Gallet      |
| 1990  | ...                  | Sandrine Lefevre         | Manuel Dubrulle       | Christelle Mol Nadège Bonnet         | Christophe Lionne Fabien Bigotte     | Christelle Mol Manuel Dubrulle         |
| 1991  | ...                  | Sandrine Lefevre         | Vincent Laigle        | Laetitia Soudais Marylène Demarest   | Vincent Laigle Pascal Robinson       | Marylène Demarest Bertrand Gallet      |
| 1992  | ...                  | Laetitia Soudais         | Guillaume Verplaetse  | Laetitia Soudais Claire Decoupigny   | Bertrand Gallet Guillaume Verplaetse | Tatiana Vattier Bertrand Gallet        |
| 1993  | ...                  | Tatiana Vattier          | Jeff Jouhanet         | Marion Dervaux Mélanie Hedouin       | Jeff Jouhanet Manuel Rodriguez       | Tatiana Vattier Jeff Jouhanet          |
| 1994  | ...                  | Tatiana Vattier          | Christophe Batteur    | Isabelle Levert Sophie Ragheboom     | David Toupé Lionel Serre             | Tatiana Vattier David Toupé            |
| 1995  | ...                  | Tatiana Vattier          | Christophe Batteur    | Delphine Viseur Armelle Cassen       | David Toupé Lionel Serre             | Tatiana Vattier David Toupé            |
| 1996  | ...                  | Lilas Lefort             | Nabil Lasmari         | Delphine Viseur Armelle Cassen       | Fabien Jacob Tony Giol               | Delphine Viseur Tony Giol              |
| 1997  | ...                  | Lilas Lefort             | Jean-Michel Lefort    | Lilas Lefort Virginie Luty           | Jean-Michel Lefort Xavier Engrand    | Élodie Eymard Olivier Fossy            |
| 1998  | Grenoble             | Élodie Eymard            | Julien Fuchs          | Élodie Eymard Amélie Decelle         | Jean-Michel Lefort Olivier Fossy     | Amélie Decelle Jean-Michel Lefort      |
| 1999  | ...                  | Élodie Eymard            | Jean-Michel Lefort    | Élodie Eymard Amélie Decelle         | Jean-Michel Lefort Olivier Fossy     | Amélie Decelle Jean-Michel Lefort      |
| 2000  | ...                  | Perrine Lebuhanic        | Karim Rezig           | Cindy Avelino Aurélie Lelong         | Julien Tchoryk Sébastien Vincent     | Audrey Petit Erwin Kehlhoffner         |
| 2001  | ...                  | Perrine Lebuhanic        | Thomas Quéré          | Cindy Avelino Aurélie Lelong         | Erwin Kehlhoffner Maxime Siegle      | Aurélie Breard Erwin Kehlhoffner       |
| 2002  | Orléans              | Émilie Despierres        | Erwin Kehlhoffner     | Florine Leroy Sophie Sourintha       | Erwin Kehlhoffner Thomas Quéré       | Aurélie Breard Erwin Kehlhoffner       |
| 2003  | ...                  | Laura Choinet            | Christophe Mauguen    | Laura Choinet Aurélie Breard         | Baptiste Carême Téophile Pelayo      | Tiphaine Poulain Baptiste Carême       |
| 2004  | ...                  | Léa Pailloncy            | Matthieu Lo Ying Ping | Julie Delaune Tiphaine Poulain       | Baptiste Carême Téophile Pelayo      | Tiphaine Poulain Baptiste Carême       |
| 2005  | La Bassée            | Léa Pailloncy            | Matthieu Lo Ying Ping | Aurélie Constant Léa Pailloncy       | Brice Leverdez Matthieu Lo Ying Ping | Aurélie Lechelle Matthieu Lo Ying Ping |
| 2006  | Grenoble             | Émilie Lefel             | Maxime Renault        | Marion Luttmann Dara-Tiffanie Dinh   | Cédric Villedieu Maxime Renault      | Émilie Lefel Laurent Constantin        |
| 2007  | Mont-de-Marsan       | Émilie Lefel             | Yoann Turlan          | Émilie Lefel Pauline Privat          | Lénaïc Luong Jean-Brice Montagnon    | Émilie Lefel Laurent Constantin        |
| 2008  | Lyon                 | Sarah Sicard             | Maxime Michel         | Charlotte Coudrais Flora Sabigno     | Maxime Michel Sylvain Grosjean       | Sandrine Callon Sylvain Grosjean       |
| 2009  | Villebon-sur-Yvette  | Sarah Sicard             | Maxime Michel         | Sandrine Callon Andréa Vanderstukken | Maxime Michel Sylvain Grosjean       | Sandrine Callon Sylvain Grosjean       |
| 2010  | Brest                | Audrey Chaillou          | Thomas Rouxel         | Cyrielle Grosjean Charlie Sehier     | Antoine Bébin Romain Eudeline        | Charlie Sehier Lucas Claerbout         |
| 2011  | Valence              | Léa Palermo              | Lucas Corvée          | Léa Palermo Lorraine Baumann         | Gaëtan Mittelheisser Marin Baumann   | Audrey Fontaine Joris Grosjean         |
| 2012  | Schiltigheim         | Fanny Arnou              | Lucas Corvée          | Léa Palermo Lorraine Baumann         | Gaëtan Mittelheisser Joris Grosjean  | Léa Palermo Joris Grosjean             |
| 2013  | Mouilleron-le-Captif | Delphine Lansac          | Julien Maïo           | Delphine Lansac Stacey Guerin        | Antoine Lodiot Julien Maïo           | Marie Batomene Bastian Kersaudy        |
| 2014  | Cannes               | Delphine Lansac          | Alexandre Hammer      | Marie Batomene Anne Tran             | Tanguy Citron Jordan Corvée          | Marie Batomene Jordan Corvée           |
| 2015  | Boulazac             | Joanna Chaube            | Vincent Medina        | Émilie Beaujean Verlaine Faulmann    | Thomas Vallez Tanguy Citron          | Pernelle Oliva Thomas Vallez           |
| 2016  | Aire-sur-la-Lys      | Yaëlle Hoyaux            | Toma Junior Popov     | Yaëlle Hoyaux Delphine Delrue        | Toma Junior Popov Léo Rossi          | Vimala Hériau Thom Gicquel             |
| 2017  | Dreux                | Julie Ferrier            | Arnaud Merkle         | Vimala Hériau Margot Lambert         | Thom Gicquel Samy Corvée             | Vimala Hériau Thom Gicquel             |
| 2018  | Mulhouse             | Léonice Huet             | Arnaud Merkle         | Juliette Moinard Ainoa Desmons       | Arnaud Merkle William Villeger       | Sharone Bauer William Villeger         |
| 2019  | Les Ponts-de-Cé      | Romane Cloteaux-Foucault | Christo Popov         | Juliette Moinard Ainoa Desmons       | Christo Popov Kenji Lovang           | Juliette Moinard Christo Popov         |
| 2021  | Mulhouse             | Anna Tatranova           | Alex Lanier           | Anna Tatranova Téa Margueritte       | Alex Lanier Lucas Renoir             | Anna Tatranova Enogat Roy              |